# SN 2003iv
SN 2003iv – supernowa typu Ia odkryta 17 października 2003 roku w galaktyce M+02-08-14. W momencie odkrycia miała maksymalną jasność 17,20m.